# Chromalveolata
Chromalveolata es un supergrupo de organismos eucariotas propuesto por Adl et al. en 2005 como una modificación de Chromista, que a su vez propuso Thomas Cavalier-Smith en 1981. Fue considerado uno de los seis clados principales de Eukarya, pero actualmente es considerado polifilético y ha sido reemplazado por el supergrupo SAR (=Harosa). Chromalveolata fue propuesto para englobar a una línea de organismos eucariotas que llegaron a ser fotosintéticos a través de la endosimbiosis secundaria con un  alga roja. De acuerdo con la definición de 2005 comprende a los grupos Heterokontophyta, Haptophyta, Cryptophyta (subgrupo Chromista s.s.) y Ciliophora, Apicomplexa y Dinoflagellata (subgrupo Alveolata). El supergrupo SAR añade a los anteriores el grupo Rhizaria y excluye a Haptophyta y Cryptophyta.

## Árbol filogenético
De acuerdo con estudios filogenéticos recientes, los grupos de Chromalveolata junto con Rhizaria se relacionarían de la siguiente forma (Burki 2007, 2012, 2014, Adl et al. 2012):
|  | \| \| Heterokontophyta (=Stramenopiles) \| \| \| \| \| \| Alveolata \| \| \| \| |
|  |                                                                                 |
|  | Rhizaria                                                                        |
|  |                                                                                 |
|  | Heterokontophyta (=Stramenopiles)                                               |
|  |                                                                                 |
|  | Alveolata                                                                       |
|  |                                                                                 |

|  | Heterokontophyta (=Stramenopiles) |
|  |                                   |
|  | Alveolata                         |
|  |                                   |

|  | \| \| Heterokontophyta (=Stramenopiles) \| \| \| \| \| \| Alveolata \| \| \| \| |
|  |                                                                                 |
|  | Rhizaria                                                                        |
|  |                                                                                 |
|  | Heterokontophyta (=Stramenopiles)                                               |
|  |                                                                                 |
|  | Alveolata                                                                       |
|  |                                                                                 |

|  | Heterokontophyta (=Stramenopiles) |
|  |                                   |
|  | Alveolata                         |
|  |                                   |

La inclusión de Rhizaria en el árbol filogenético invalida a Chromalveolata como clado y lo convierte en un grupo artificial. Por otro lado, la posición de Cryptophyta y Haptophyta es controvertida y en la actualidad no se puede asegurar que estos dos grupos estén relacionados entre sí y con los anteriores.
El árbol filogenético de Cavalier-Smith 2010 es similar, pero agrupa a Haptophyta y Cryptophyta en el grupo Hacrobia y a todos los grupos en un redefinido reino Chromista s.l.
Se conoce con el nombre de hipótesis Chromalveolata a la que sostiene que todos estos grupos obtuvieron sus cloroplastos a través de una única endosimbiosis secundaria con un alga roja que tuvo lugar en el antecesor de todos estos organismos y que por tanto están íntimamente emparentados.